# Maorihavslöpare
Maorihavslöpare (Fregetta maoriana) är en liten svartvit havsfågel inom familjen havslöpare inom ordningen stormfåglar. Länge befarade man att arten var utdöd sedan 1850, men efter en rad observationer, med start 2003, så vet man idag att det finns minst en häckningskoloni.

## Utbredning och taxonomi

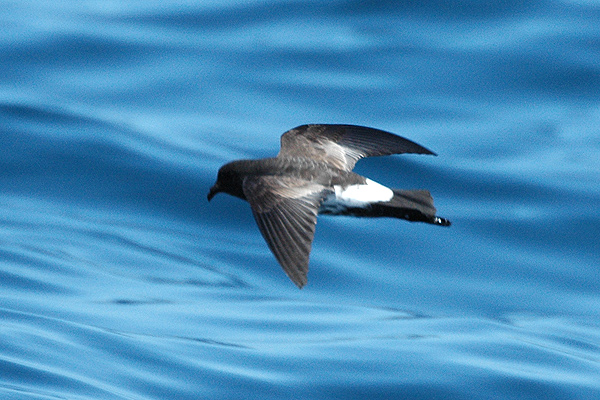

Maorihavslöpare har observerats ute till havs i Haurakigolfen utanför Nya Zeeland. Dess häckningslokaler är än så länge okända. Eftersom den aldrig har observerats under perioden juni till september tros den vara en flyttfågel som lämnar Haurakigolfen under denna period. Trots att maorihavslöparen är ganska distinkt placeras den idag i det lilla släktet Fregetta tillsammans med vitbukig havslöpare, svartbukig havslöpare och nyakaledonienhavslöpare.

## Utseende
Maorihavslöpare är en liten mörk havsfågel, med mörkbrun till svart ovansida, men med tydlig vit övergump. Undersidan är svart från strupen till bröstet med en vit buk med tydliga svarta streck på kroppssidan, och svart stjärt. Fötterna har ett mörkt nätmönster och i flykten sticker de ut långt bakom stjärten. Det som främst skiljer den ifrån de liknande arterna havslöpare och svartbukig havslöpare (Fregetta tropica) är de tydliga svarta strecken på kroppssidan och dess längre ben.

## Ekologi
Likt andra havslöpare besöker den sina häckningslokaler om natten och dess förmåga att gå på land är mycket dålig. Häckningssäsongen infaller förmodligen i slutet av november till maj. Den är beroende av häckningslokaler där det inte finns råttor eller andra typer av landlevande predatorer. Utanför häckningssäsong lever den pelagiskt ute till havs och verkar då föredra de varma strömmar som flyter in i Haurakigolfen under sommaren. Arten lever förmodligen av den typ av kräftdjur och plankton som finns i dessa vatten, men attraheras också av fiskolja och lagrat fiskrens.

## Återupptäckten
Länge var ett skinn på British Museum i Tring i England och två skinn på ett museum i Paris, som alla insamlats på 1850-talet, de enda kända observationerna av arten. Detta ledde till slutsatsen att maoristormsvalan var utdöd. Den 25 januari 2003 gjordes så en trolig observation av arten av ett antal ornitologer, i närheten av Mercury Islands utanför Coromandelhalvön på nordön av Nya Zeeland. De fotografier som togs vid tillfället jämfördes med de tre skinnen men utifrån detta gick det inte att med säkerhet fastställa att det rörde sig om maorihavslöpare. Den 17 november, samma år, lyckades två ornitologer att fotografera och videofilma tio till 20 individer av maorihavslöpare utanför Great Barrier och Little Barrier Islands i Haurakigolfen. I samma område fångades fyra maorihavslöpare i slutet av 2005 och början av 2006, varav tre försågs med radiosändare. Dessa följdes bara över öppet vatten och än idag är deras häckningsområde okänt.

## Status och hot
Den totala populationen uppskattas till cirka 300 individer. På grund av dess förmodade begränsade population och hotet mot de än så länge okända häckningslokalerna så kategoriserar IUCN arten som akut hotad (CR)

## Namn
Tidigare var artens officiella svenska trivialnamn maoristormsvala, men 2024 valde Birdlife Sveriges taxonomikommitté att justera namnet från stormsvala till havslöpare för att betona att de ej är närbesläktade med stormsvalorna i Hydrobatidae. Likaså har familjenamnet för Oceanitidae ändrats från sydstormsvalor till just havslöpare.